# 小行星9382
小行星9382（英語：9382 Mihonoseki）是一颗围绕太阳公转的小行星。1993年10月11日，圓舘金、渡邊和郎在北见发现了此天体。
这颗小行星的绝对星等为209.01191等。